# Сельское поселение Курумоч
Сельское поселение Курумоч — муниципальное образование в Волжском районе Самарской области.
Административный центр — село Курумоч.

## География
Площадь территории сельского поселения Курумоч – 8040 га. Административный центр – село Курумоч. Расстояние от административного центра до города Самара - 40 км.
Сельское поселение Курумоч граничит:
— на западе граничит с муниципальным районом Красноярский и городским округом Самара;
— на северо-востоке  с сельскими поселениями муниципального района Красноярский;
— на юго-западе- с землями муниципального района Ставропольский;
— на юге- с сельским поселением Рождествено муниципального района Волжский (по воде)

## История
Тольяттинский краеведческий музей даёт следующую  историческую справку о селе Курумоч: «Возникновение Богоявленской слободы  — Курумоч связано с переселением в 1738 году  в заволжские степи крещёных калмыков. Как со временем менялось название села — проследить трудно, но на карте 1798 г. появляется это двоякое название.
Его первая часть связана с Христианским  праздником Богоявление, а вторая означает храм от калмыцкого слова «курул, хурул».
Второй вариант перевода – «камень, каменистое русло, каменистый берег».
Во времена нашествия кочевников здесь стояла биваком монгольская конница. Кашевары мыли котлы у речки, и вокруг все было черно от Курумоча – счищенной сажи.
Существует и такая версия: Курумоч произошло от двухслов- Курмыши и Урёма. Многие знают, что Курмыш обозначает особо потаённые места, поросшие непроходимыми лесами над лесными оврагами и волчьими ямами, обиталища разбойного люда, вольницы. А Урёма- пойменные непроходимые заросли кустарника и мелколесья.
И, наконец, такая версия истории названия села. Тихо и безлюдно было в наших краях. Но вот по указанию властей в эти необжитые места решили ссылать неблагонадёжных людей  из других сёл и деревень Центральной России (за границу государства нашего):воров, конокрадов и др. лиц, неугодных сельчанам. Они и были первыми в наших местах, а обосновались в долине при слиянии двух речек Куры и Моч. Река Кура протекала с севера на юг; в неё вливала свои тихие воды речушка Моч (Мочилище — это место у подножия Крутой горы, всегда мокло, били родники). Первые поселенцы назвали свой населённый пункт в честь этих речушек — Курумоч.

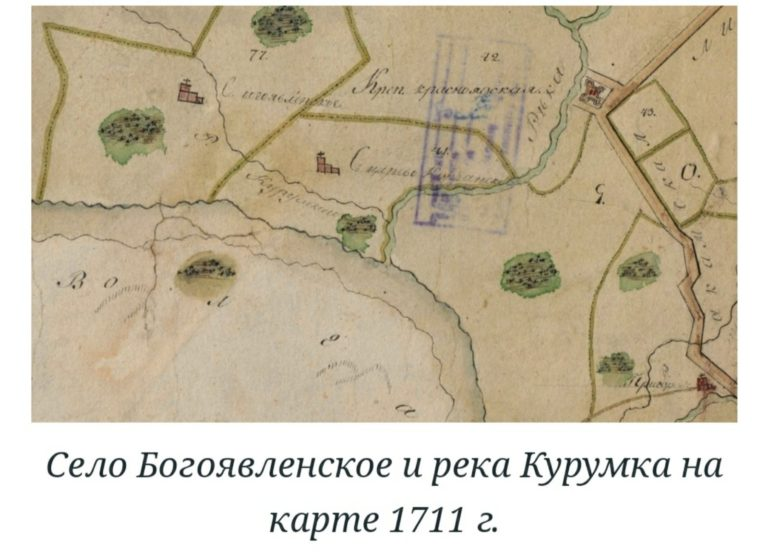
Река Курумоч

## Административное устройство
В состав сельского поселения Курумоч входят:
- село Курумоч,

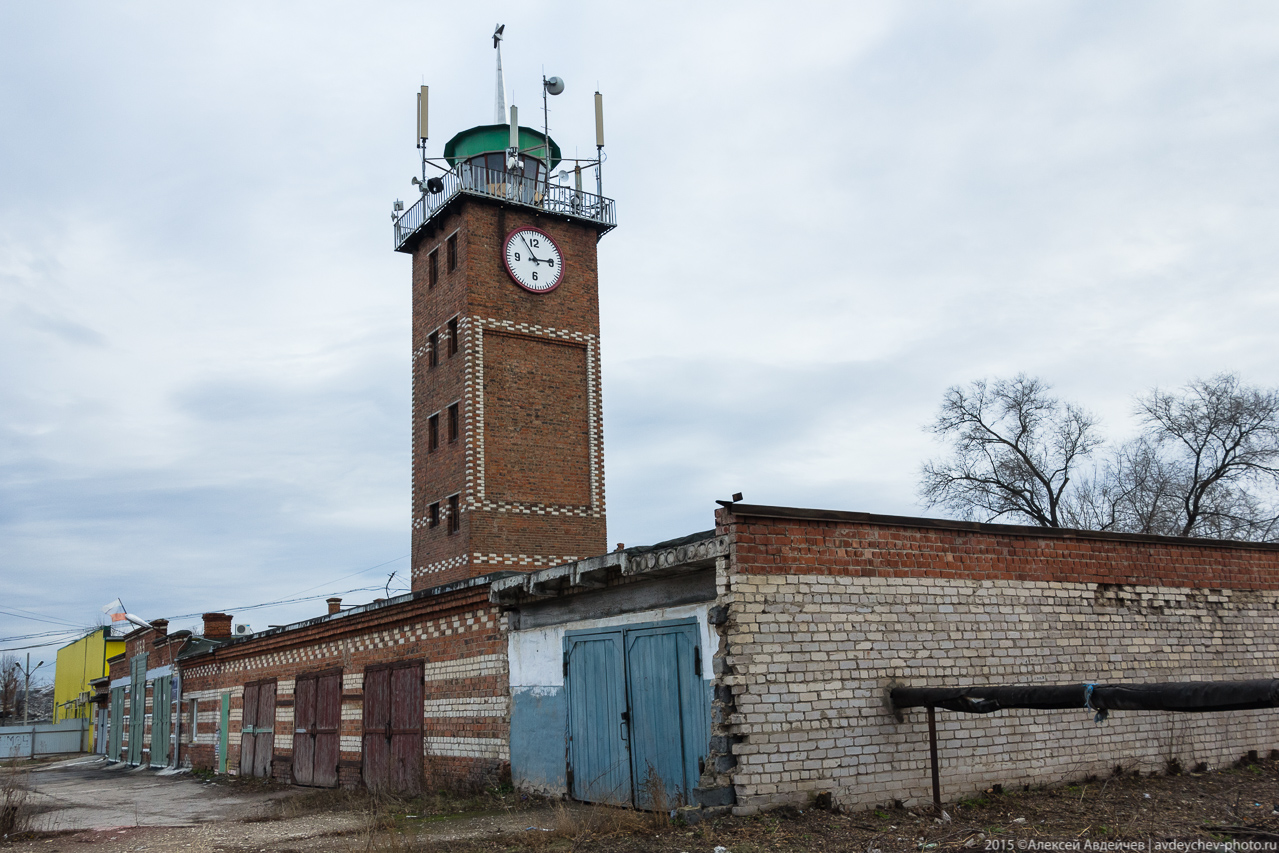
Курумоч
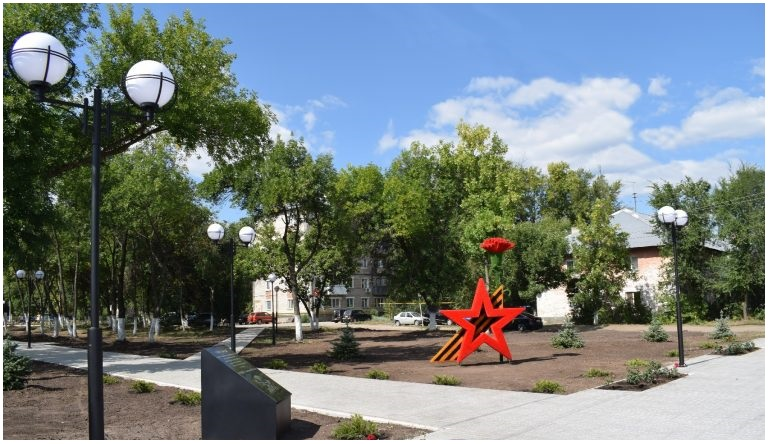
Сквер победы в Курумоче
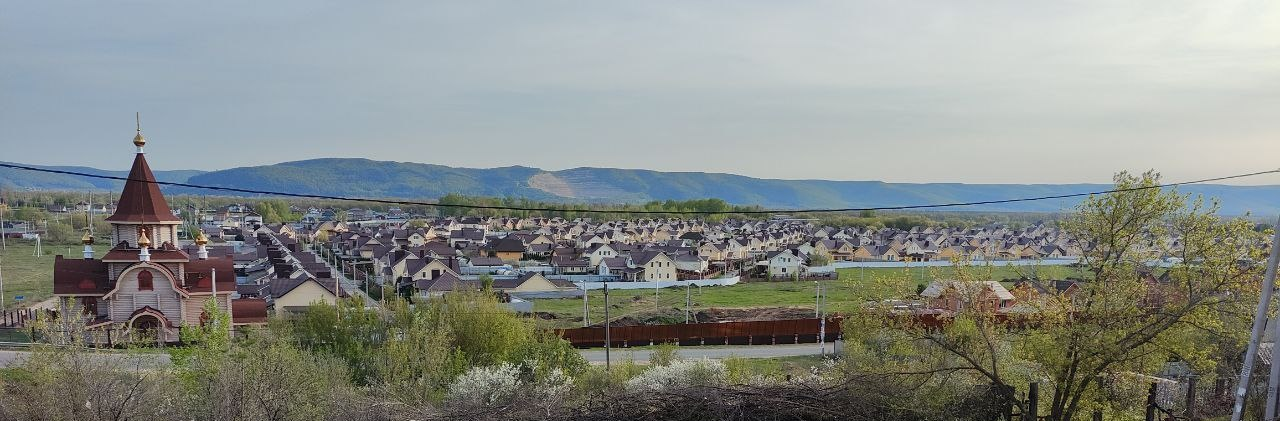
посёлок Власть Труда,
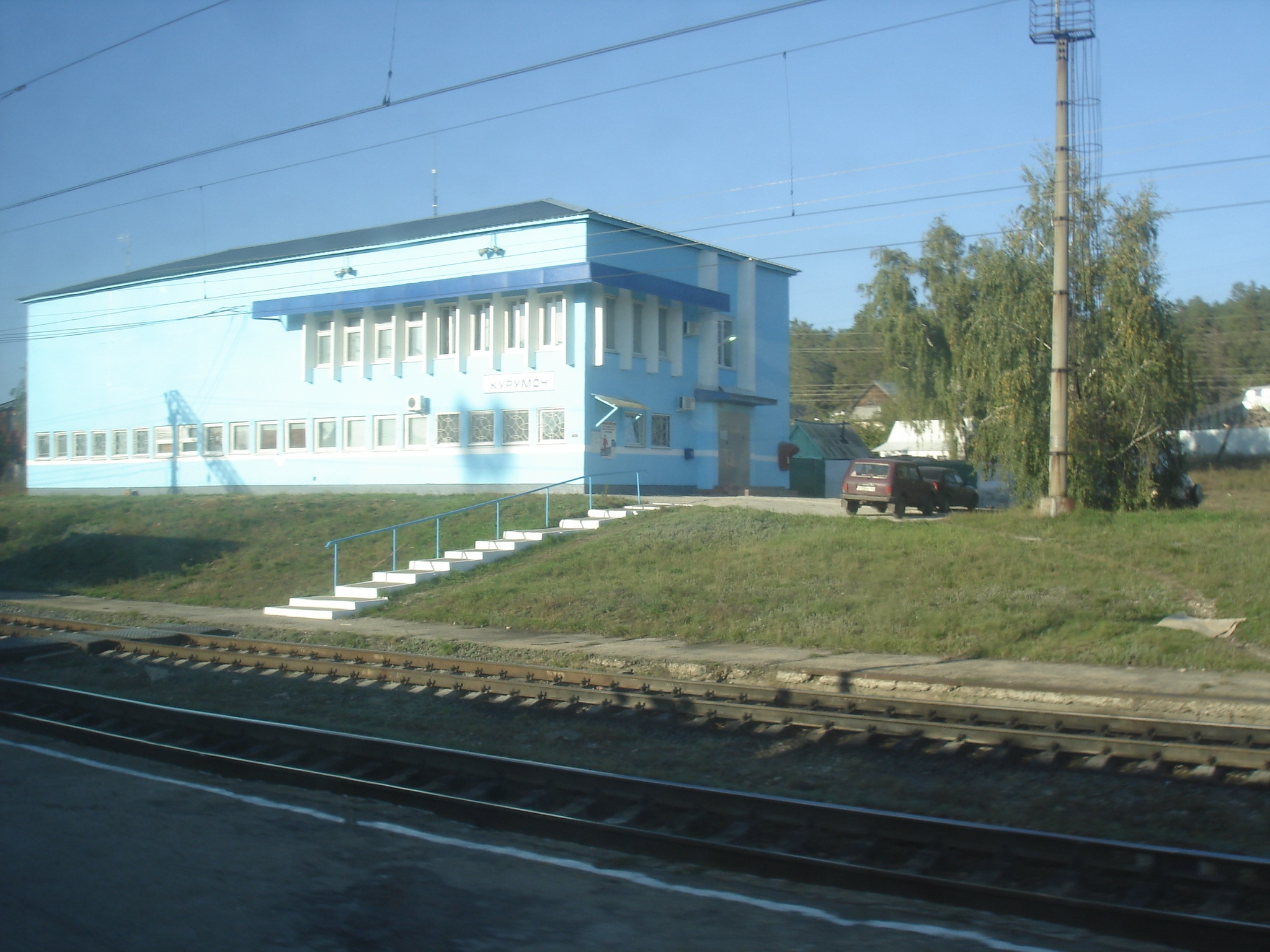
Здание ЖД-станции Курумоч

- железнодорожная станция Курумоч,
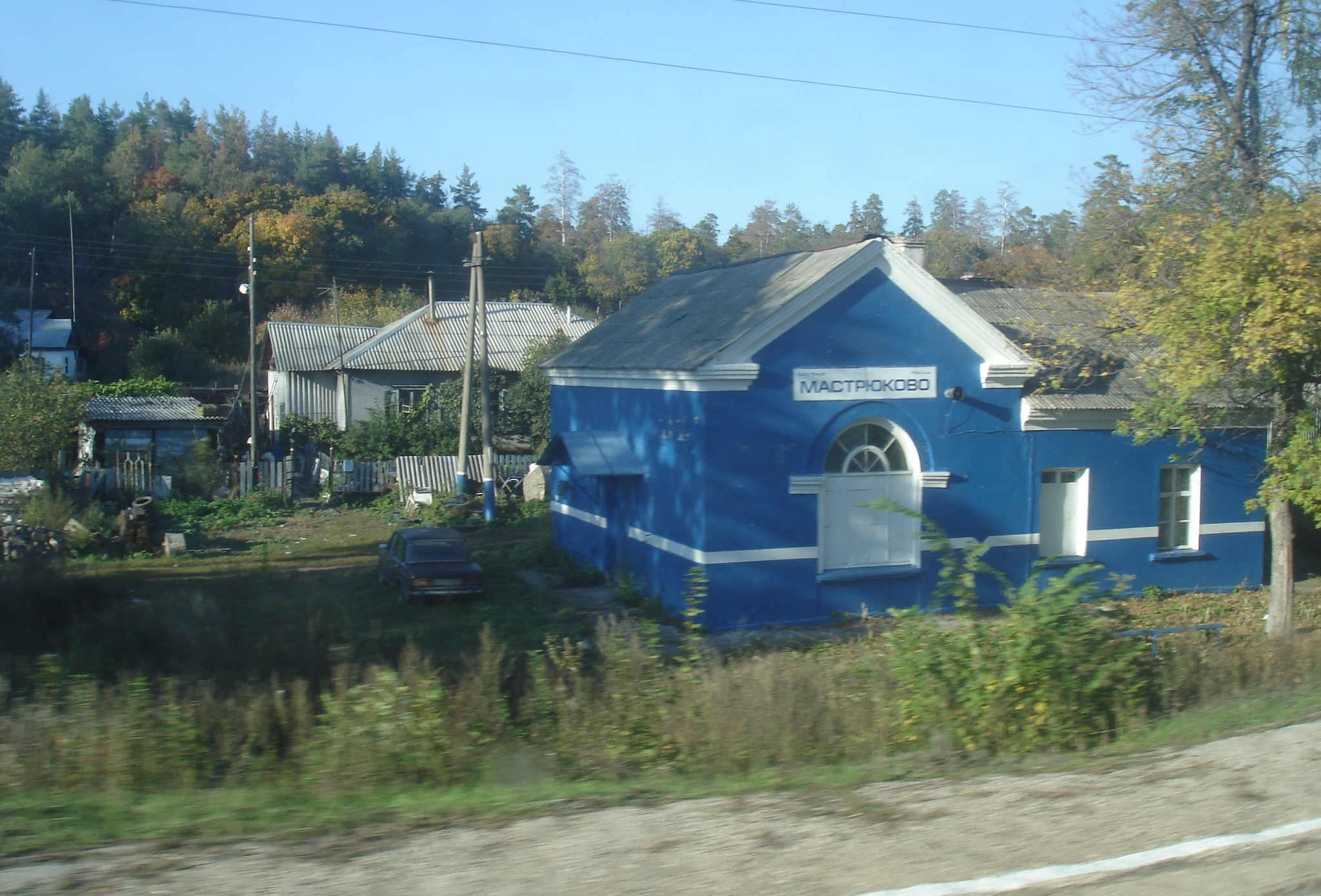
железнодорожная станция Мастрюково.  - Курумоч
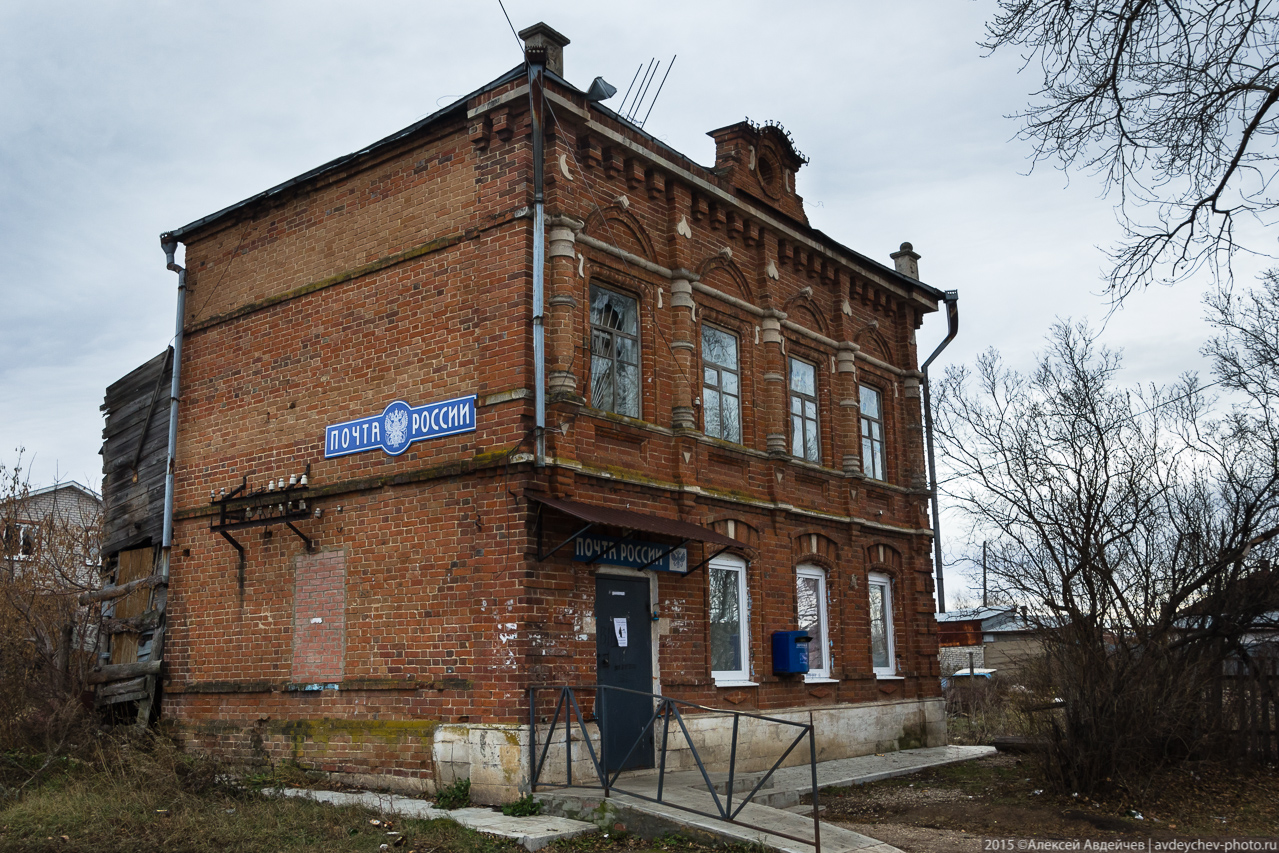
Почта в селе
  - Сквер победы в Курумоче
  - п.Власть труда
  - Здание ЖД-станции Курумоч
  - ЖД-станция Мастрюково
  - Почта в селе

## Население
| 2010  | 2012  | 2013  | 2014  | 2015  | 2016  | 2017  | 2018  | 2019  |
| ----- | ----- | ----- | ----- | ----- | ----- | ----- | ----- | ----- |
| 7323  | ↘7300 | ↗7314 | ↗7355 | ↗7452 | ↗7597 | ↗7626 | ↗7646 | ↗7766 |
| 2020  | 2021  |       |       |       |       |       |       |       |
| ↗7779 | ↘6843 |       |       |       |       |       |       |       |

## Известные люди
Село Курумоч место рождения Михаила Фрадкова (Председатель Правительства Российской Федерации с 5 марта 2004 по 14 сентября 2007).